# 엘렉트라 (항성)
엘렉트라 또는 황소자리 17은 황소자리 방향에 있는 플레이아데스 성단의 구성원 중 하나로 청백색 거성이다. 플레이아데스에는 맨눈으로 볼 정도로 밝은 별 아홉 개가 있는데 이 중 일곱 개에 그리스 신화의 플레이아데스 일곱 자매의 이름이 붙어 있다.
엘렉트라의 겉보기 밝기는 3.72로 성단 구성원 중 세 번째로 밝다. 분광형은 B6 IIIe이며 지구로부터의 거리는 약 370 광년이다. 성단 내 거성으로 분류되는 네 별 중 하나로 중심핵의 수소를 다 태우고 부풀어오르기 시작하는 단계이다.

## 특징
관측값으로 나오는 자전 속도는 초당 181 킬로미터로 빠르게 자전하는 축에 든다. 다만 이는 지구에서 관측하는 각도에서의 속도로 엘렉트라 별 극점의 궤도경사각은 46.8° ± 1.6 도이다. 여기에서 계산한 실제 자전속도는 초당 320 ± 18 킬로미터이다. 빠르게 자전하기 때문에 별의 양극 부분은 평평해지고 적도 부분이 부풀어올라 있다. 이로 인해 위도에 따라 복사 에너지량이 달라져서 표면 온도가 지역별로 차이가 나게 되며 이를 중력감광 현상이라고 한다. 이처럼 빠른 자전 속도로 중심핵에 가해지는 압력이 약해지며 그만큼 에너지를 덜 발산하게 되고 별의 수명은 천천히 돌 때에 비해 길어진다.
분광형상 비이형 별로 분류할 수 있는데 이는 B형 분광형 중에서 스펙트럼상 수소 방출선이 뚜렷하게 나타나는 부류를 일컫는 말이다. 비이형 별의 자전 속도는 평범한 B형 별에 비해 1.5 ~ 2배 빠르다. 빠른 자전 속도 때문에 그 비율은 전체 질량에 비하여 미약하지만 별을 구성하는 물질이 우주로 탈출하게 된다. 시선속도 자료로는 짝별을 거느리고 있는 것으로 추측되며 만약 짝별이 있다면 아주 가까이 붙어 돌고 있는 분광쌍성일 것이다.
적외선으로 관측했을 때 약 0.5 등급에 해당하는 적외선 초과 현상이 나타났다. 이는 복사 에너지와 빠른 자전 속도 때문에 탈출한 물질이 별 주변에 가스 고리 구조를 만들고 있기 때문일 것이다. 이 물질들은 항성 적도면의 연장선상에 퍼져 성운 형태의 구조를 만들고 있는데 항성의 정확한 관측을 어렵게 만들고 있다.